# Jean Scarcella
Pour les articles homonymes, voir Scarcella.
Jean César Scarcella c.r.s.m., né le 28 décembre 1951 à Montreux, est le 95e père-abbé (abbé mitré nullius dioecesis), de l'abbaye territoriale de Saint-Maurice d'Agaune en Suisse de 2015 à 2025.

## Biographie
Fils de Julien Scarcella et de Gretty Gerber, bernoise de Sumiswald et petit-fils de Constant Scarcella, émigré sicilien, Jean Scarcella naît et grandit à Montreux où il suit sa scolarité.
Il se rend ensuite au collège de l'abbaye de Saint-Maurice où il obtient une maturité littéraire en 1972. Il revient ensuite dans le canton de Vaud pour commencer une formation en médecine à l'université de Lausanne qu'il abandonne en 1974. Il entre alors au conservatoire de Lausanne qu'il fréquente jusqu'en 1978, puis il entreprend une formation d'enseignant de musique à l'Institut de Ribaupierre de 1978 à 1981. Il obtient finalement un diplôme d'enseignant de piano le 24 juin 1982,.
Par la suite, il entre à l'abbaye de Saint-Maurice et effectue sa prise d'habit le 27 août 1984. Il suit alors une formation à la faculté de théologie de l'université de Fribourg de 1985 à 1990.
Il effectue sa profession temporaire le 5 octobre 1985 et sa profession solennelle perpétuelle le 21 mai 1988. Il est alors ordonné diacre le 5 août 1989 par Amédée Grab. Ce dernier l'ordonne prêtre le 31 mars 1990 et il célèbre sa première messe solennelle le 13 mai 1990 à l'église du Sacré-Cœur de Montreux,.
Il est nommé vicaire à Aigle en 1990. Puis, de 1992 à 2009, il est curé de Bex, tout en étant aussi curé in solidum du secteur d’Aigle de 2004 à 2009.
En mai 2009 il est nommé prieur de l'abbaye et vicaire général du territoire abbatial. À partir de septembre 2009, il est membre de la Conférence des ordinaires romands (COR),.
À la suite de la démission de l'abbé Joseph Roduit, le 18 mars 2015, il est désigne pour lui succéder en tant que père-abbé. Il est élu le 10 avril et le pape donne sa confirmation le 22 mai 2015. Le 1er août 2015, il prend ses fonctions de père-abbé en même temps qu'il reçoit la bénédiction abbatiale par Jean-Marie Lovey,,.
Le 4 août 2022, il est élu 11e abbé primat de la confédération des chanoines réguliers de saint Augustin pour une durée de 6 ans, succédant à Jean-Michel Girard.
Sa démission est acceptée par le pape le 28 juin 2025,,. 

## Allégations d'abus sexuels
Le 13 septembre 2023, il annonce suspendre sa charge de père-abbé jusqu'à la fin de l'enquête préliminaire concernant des membres de la Conférence des évêques suisses à la suite des soupçons d'abus sexuels et leur dissimulation. La gouvernance de l'abbaye est assurée par intérim par le prieur Roland Jaquenoud.
En novembre 2023, une enquête de l'émission Mise au point, sur la RTS, dénonce plusieurs cas d'abus sexuels au sein de l'abbaye. Au total, neuf prêtres seraient impliqués, parmi lesquels Jean Scarcella et le prieur Roland Jaquenoud, responsable par intérim de l'institution. Ce dernier se met à son tour en retrait le 23 novembre 2023, et la direction de l'abbaye est confiée à Jean-Michel Girard, un administrateur apostolique nommé par Rome,.
Le 6 octobre 2024, le Blick rapporte que le Ministère public valaisan a « classé la procédure contre Jean Scarcella ». Cette information est confirmée dans un communiqué de presse du 17 octobre 2024 de la Procureure générale du Valais, qui annonce que le Ministère public valaisan a publié une ordonnance de non entrée en matière au sujet de Jean Scarcella. Une enquête canonique sur ce sujet, menée par Joseph Bonnemain sur mandat du Dicastère pour les évêques, a lieu de juin 2023 à début 2024. Les conclusions, publiées dans un communiqué de presse par l'abbaye le 18 octobre 2024, indiquent qu'il n'y a aucune preuve de harcèlement ou d'abus dans le cas concerné,. Une « réprimande canonique » formelle est néanmoins prononcée. Il est rappelé à Jean Scarcella de « s'abstenir de tout ce qui ne convient pas à l'état clérical dans les relations interpersonnelles ». L'abbaye indique attendre la décision du dicastère « concernant
l’éventuelle réintégration de Mgr Scarcella dans sa charge »,.
Dans un communiqué, l'abbaye rappelle que : « l’impossibilité de démontrer les faits, la prescription et les décès survenus ne doivent aucunement occulter la souffrance des personnes qui se sont annoncées. Face à tant de préjudices occasionnés, nous demandons pardon »,. Cependant, elle indique espérer « que les termes d’abus sexuels ne soient plus systématiquement liés aux noms de ses confrères lorsque ces allégations, ni celles concernant d’autres dénonciations, ne sont pas fondées ». Il reprend sa charge d'abbé le 11 mars 2025. Roland Loos et Urs Brosi, président et secrétaire général de la Conférence centrale catholique romaine de Suisse (RKZ), regrettent que Jean Scarcella ait décidé de reprendre ses fonctions. D’après eux, cette décision porte atteinte à la crédibilité des mesures prises contre les abus par la Conférence des évêques suisses, la RKZ et la KOVOS (communautés religieuses).
Le 20 juin 2025, le rapport destiné à faire la lumière sur les faits survenus dans l'abbaye est publié. Il pointe une défaillance de l'abbaye dans le traitement des abus et une tendance à les minimiser,.

## Armoiries
Les armoiries de Jean Scarcella se blasonnent ainsi : 
« écartelé : aux I et IV de gueules à la croix tréflée d'argent ; aux II et III d'or chevronné d'azur. » Elles mêlent les armoiries de l'abbaye de Saint-Maurice et ses armoiries familiales,.